# The Daedalus Encounter
Pour les articles homonymes, voir Daedalus.
The Daedalus Encounter est un jeu vidéo d'aventure mêlé de film interactif développé par Mechadeus et édité par Virgin Games pour Windows, Mac et 3DO.
Le jeu ne fut pas un gros hit sur Windows mais est plus connu par les utilisateurs de Macintosh. En effet, il fit un temps partie du pack multimédia fourni à l'achat d'un ordinateur de la série Macintosh Performa.
Une particularité de ce jeu est qu'il soit un film interactif, c'est-à-dire que de vrais acteurs ont été filmés en full motion video, puis la vidéo a été intégrée dans un décor graphique 3D habituel aux jeux vidéo.
Le personnage d'Ari est joué par Tia Carrere et celui de Zack par Christian Bocher.

## Synopsis
L'histoire prend place en 2135, à la fin de la Première Guerre Interstellaire opposant la race humaine aux Vakkars. On suit un trio de soldats : Casey (personnage qu'interprète le joueur), Ari et Zack. Lors d'une intervention militaire, Casey est victime d'un violent accident. Le jeu commence alors qu'il retrouve ses esprits, trois mois plus tard. La guerre est alors finie mais Casey apprend qu'il a perdu son corps dans l'accident. Seul son cerveau a pu être sauvé et placé dans un système de support de vie. Le joueur peut donc interagir avec son environnement via une interface. Celle-ci peut contrôler une petite sonde spatiale lancée à partir du vaisseau de Ari et Zack. Avec cette nouvelle apparence, Casey possède un nombre réduit de compétences. Il peut répondre "oui" ou "non", émettre des signaux lumineux, utiliser un bras articulé ou encore analyser son environnement. Après son réveil, il apprend que ses amis se sont reconvertis en chasseurs d'épaves, celles-ci étant nombreuses après la récente guerre galactique. Au cours d'un voyage interstellaire, leur vaisseau percute un énorme appareil extra-terrestre. Ils se retrouvent piégés à la dérive vers une étoile et n'ont d'autre choix que d'explorer le mystérieux vaisseau spatial dans l'espoir de trouver un moyen de modifier sa trajectoire. Le trio s'enfonce donc dans l'immense bâtiment, rencontrant sur son passage de nombreuses énigmes.